# 堀井梁歩
堀井 梁歩（ほりい りょうほ、1887年（明治20年）10月15日 - 1938年（昭和13年）9月13日）は、日本の翻訳家、農民運動家である。梁歩は号で本名は金太郎。

## 経歴・人物

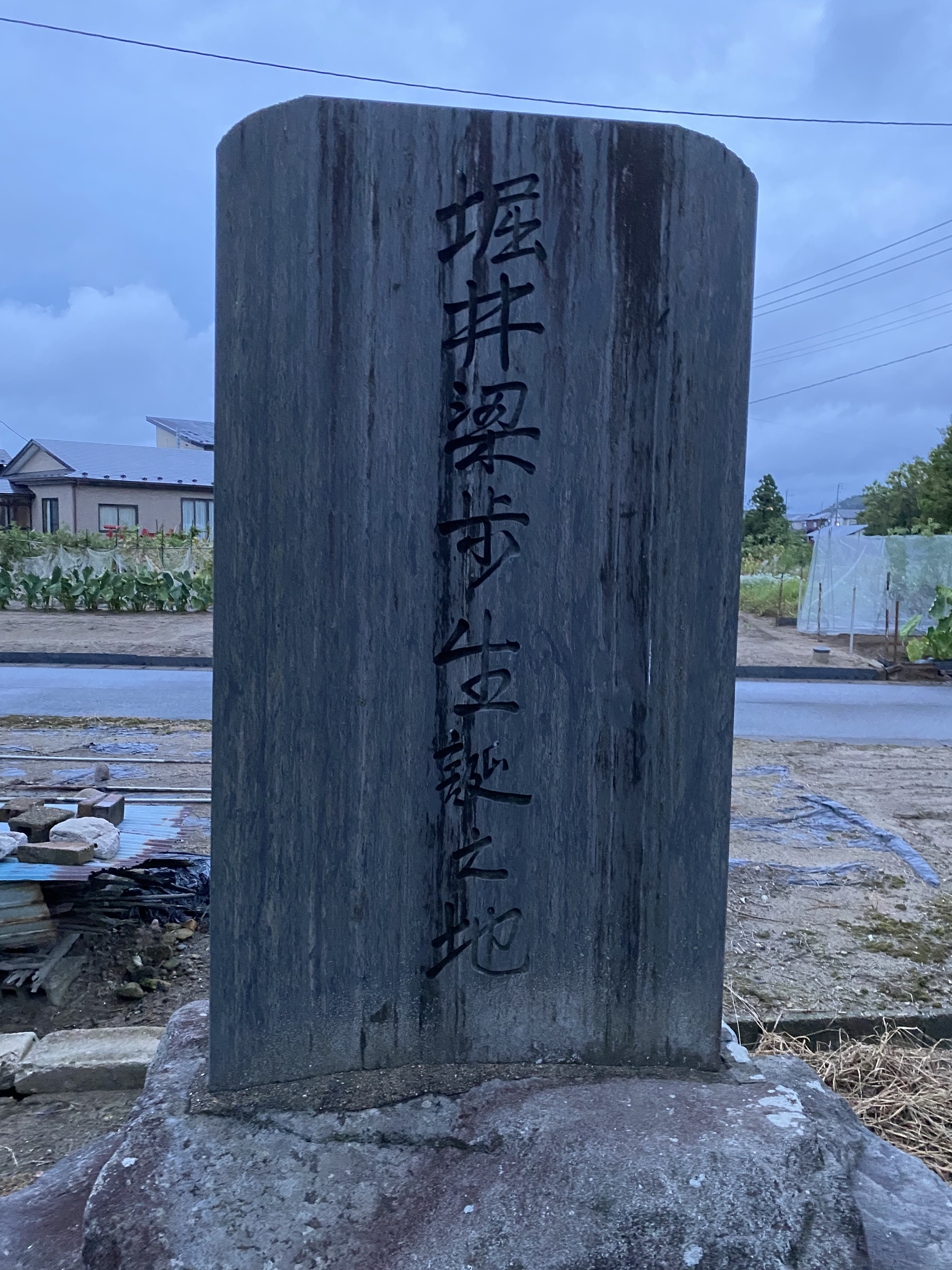
秋田市仁井田字猿田川端の福島神明社に建つ堀井梁歩生誕之地碑

秋田県にて農業を営んでいた堀井三左衛門の長男として生まれる。秋田中等学校に入学するも成績不振により留年し、卒業するのに数年かかった。しかし潜在能力を活かして、当時新渡戸稲造が校長を務めていた第一高等学校（現在の東京大学教養部）に入学する。
しかし授業は欠席しがちであり、田中正造や木下尚江ら社会運動家の演説に出席するといった事やヘンリー・デイヴィッド・ソロー、ラルフ・ワルド・エマソンらの著書を熟読し自由主義に共鳴する。これらの影響もあり堀井は退学届を提出し中退するが、両親の反対に口説きアメリカ合衆国にて農業を学ぶため親交のあった同郷の椎名其二が在学していたミズーリ大学に留学した。1915年（大正4年）に帰国後は同郷の渡辺ツネと結婚し、農民文芸誌だった「筆と鍬」を発行する。これによって農民学生運動に携わり、秋田で「大野牧場」を開設、「農民新生運動」に取り組む。1926年に平凡社から『農民新生への道』を出版、日本に米国の非政党同盟を紹介する。
後にウマル・ハイヤームが著した『ルバイヤート』の翻訳にも携わった。

## 著書
- 『土の精』